# Hüsnü
Hüsnü is een Turkse naam die "mooi" of "schoon" betekent in het Arabisch.
Een variant van deze naam is Hosni (Arabisch).

## Beroemdheden met deze naam
- Hüsnü Kocabaş, Turks/Nederlandse bokser bij de Koninklijke Marechaussee
- Hüsnü Şenlendirici, Turkse klarinetspeler
- Hosni Moebarak (1928), president van Egypte (1981-2011)